# Подграб
Подграб (на сръбски: Подграб) е село в Босна и Херцеговина, разположено в община Пале, в ентитета на Република Сръбска. Намира се на 740 метра надморска височина. Населението му според преброяването през 2013 г. е 566 души, от тях: 525 (92,75 %) сърби, 26 (4,59 %) бошняци, 2 (0,35 %) хървати, 1 (0,17 %) македонец, 1 (0,17 %) югославянин, 1 (0,17 %) черногорец, 1 (0,17 %) други етнически групи, 4 (0,70 %) не се самоопределят и 5 (0,88 %) неизвестни.

## Население
Численост на населението според преброяванията през годините:
- 1961 – 593 души
- 1971 – 687 души
- 1981 – 678 души
- 1991 – 722 души
- 2013 – 566 души